# Lijst van nummer 1-hits in de Radio 2 Top 30 in 1971
Deze hits stonden in 1971 op nummer 1 in de BRT Top 30, de voorloper van de huidige Vlaamse Radio 2 Top 30.
| Nummer | Datum        | Artiest                   | Titel                                                                   |
| ------ | ------------ | ------------------------- | ----------------------------------------------------------------------- |
| 17     | 2 januari    | George Harrison           | My Sweet Lord                                                           |
|        | 9 januari    | George Harrison           | My Sweet Lord                                                           |
|        | 16 januari   | George Harrison           | My Sweet Lord                                                           |
|        | 23 januari   | George Harrison           | My Sweet Lord                                                           |
|        | 30 januari   | George Harrison           | My Sweet Lord                                                           |
| 18     | 6 februari   | Gilbert O'Sullivan        | Nothing Rhymed                                                          |
|        | 13 februari  | Gilbert O'Sullivan        | Nothing Rhymed                                                          |
| 19     | 20 februari  | Tom Jones                 | She's a Lady                                                            |
| 20     | 27 februari  | Lynn Anderson             | Rose Garden                                                             |
| 21     | 6 maart      | Middle of the Road        | Chirpy Chirpy Cheep Cheep                                               |
|        | 13 maart     | Middle of the Road        | Chirpy Chirpy Cheep Cheep                                               |
|        | 20 maart     | Middle of the Road        | Chirpy Chirpy Cheep Cheep                                               |
| 22     | 27 maart     | Peter Maffay              | Du                                                                      |
|        | 3 april      | Peter Maffay              | Du                                                                      |
|        | 10 april     | Peter Maffay              | Du                                                                      |
|        | 17 april     | Peter Maffay              | Du                                                                      |
| 23     | 24 april     | Waldo de los Ríos         | Mozart symphony no. 40 in G minor KV 550 (First movement) allegro molto |
|        | 1 mei        | Waldo de los Ríos         | Mozart symphony no. 40 in G minor KV 550 (First movement) allegro molto |
| 24     | 8 mei        | The Sweet                 | Funny Funny                                                             |
|        | 15 mei       | The Sweet                 | Funny Funny                                                             |
| 25     | 22 mei       | Will Tura                 | Zonneschijn                                                             |
|        | 29 mei       | Will Tura                 | Zonneschijn                                                             |
|        | 5 juni       | Will Tura                 | Zonneschijn                                                             |
| 26     | 12 juni      | Georgie Fame & Alan Price | Rosetta                                                                 |
|        | 19 juni      | Georgie Fame & Alan Price | Rosetta                                                                 |
| 27     | 26 juni      | Peter Orloff              | Ein Mädchen für immer                                                   |
| 28     | 3 juli       | Ocean                     | Put Your Hand in the Hand                                               |
| 29     | 10 juli      | Michel Delpech            | Pour un flirt                                                           |
|        | 17 juli      | Michel Delpech            | Pour un flirt                                                           |
|        | 24 juli      | Michel Delpech            | Pour un flirt                                                           |
|        | 31 juli      | Michel Delpech            | Pour un flirt                                                           |
|        | 7 augustus   | Michel Delpech            | Pour un flirt                                                           |
|        | 14 augustus  | Michel Delpech            | Pour un flirt                                                           |
|        | 21 augustus  | Michel Delpech            | Pour un flirt                                                           |
| 30     | 28 augustus  | Peret                     | Borriquito...                                                           |
|        | 4 september  | Peret                     | Borriquito...                                                           |
|        | 11 september | Peret                     | Borriquito...                                                           |
|        | 18 september | Peret                     | Borriquito...                                                           |
|        | 25 september | Peret                     | Borriquito...                                                           |
|        | 2 oktober    | Peret                     | Borriquito...                                                           |
| 31     | 9 oktober    | Pop Tops                  | Mamy Blue                                                               |
|        | 16 oktober   | Pop Tops                  | Mamy Blue                                                               |
|        | 23 oktober   | Pop Tops                  | Mamy Blue                                                               |
|        | 30 oktober   | Pop Tops                  | Mamy Blue                                                               |
| 32     | 6 november   | Tony Ronald               | Help (Get Me Some Help)                                                 |
| 33     | 13 november  | Middle of the Road        | Soley Soley                                                             |
|        | 20 november  | Middle of the Road        | Soley Soley                                                             |
|        | 27 november  | Middle of the Road        | Soley Soley                                                             |
| 34     | 4 december   | Redbone                   | The Witch Queen of New Orleans                                          |
|        | 11 december  | Redbone                   | The Witch Queen of New Orleans                                          |
|        | 18 december  | Redbone                   | The Witch Queen of New Orleans                                          |
| 35     | 25 december  | Tony Christie             | (Is This the Way to) Amarillo                                           |